# Reichsgulden zu 21 Groschen (1584)

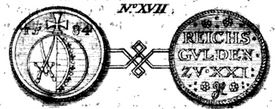
Reichsgulden zu 21 Groschen von 1584 aus der Münzstätte Dresden (Durchmesser 23 mm)

Der Reichsgulden zu 21 Groschen von 1584 ist eine ausgeprägte kursächsische Rechnungsmünze, eine Goldmünze zu 21 Groschen. Die Vorderseite zeigt einen großen Reichsapfel mit dem Hauptwappen Kursachsens. Auf der Rückseite ist die Wertangabe in vier Zeilen aufgeprägt. Der goldene Reichsgulden gehört zu den seltensten kursächsischen Münzen. Er ist in keiner Münzauktion mehr vertreten. Wahrscheinlich ist das auch der Grund, weshalb die Münze mitunter noch rätselhaft beschrieben ist.

## Münzgeschichte
In Sammlung rarer und merkwürdiger Gold- und Silbermünzen … von 1751 ist die „ungemein seltene“ goldene kursächsische Münze erstmals beschrieben worden. Tentzels Saxonia Numismatica erfasst sie lediglich als Bild. Sie besteht aus

„Goldgulden Gold, nur ist solche leichter als ein Goldgulden, welches auch nicht anders sein kann, weil […] im Jahre 1584 der Goldgulden 1 Fl. 15 Gr. oder meißnischer Währung 1 Fl. 5 Gr. 3 Pf. gegolten, dahingegen dieser goldene […] Reichsgulden nur 21 Gr. in Werth war […].“

Der Gulden meißnischer Währung, der meißnische Gulden, ist ein in Sachsen im Jahr 1490 auf 21 Groschen gesetzter rheinischer Goldgulden und von 1542 bis 1838 eine Rechnungsmünze (ein fiktiver Rechnungsgulden).
Es handelt sich also bei dem Reichsgulden von 1584 mit deutlich geringerem Goldguldengewicht nicht um einen Abschlag oder eine Probeprägung und auch nicht um einen Goldgulden mit höherem Feingehalt, um das zu geringe Gewicht zu kompensieren, wie es teilweise noch angenommen wird. Der Reichsgulden von 1584 ist eine Ausprägung des Rechnungsguldens.
Rechnungsmünzen sind eigentlich Rechnungsgrößen, die nicht als Münzen existieren, sondern die Abrechnung vereinfachen sollen.
- 1 meißnischer Gulden (Zähleinheit) = 21 Groschen = 252 Pfennige.[5]

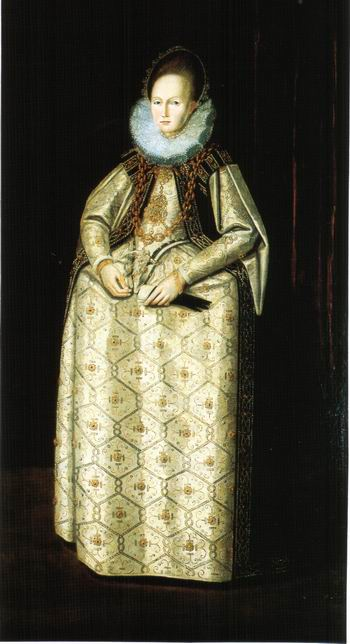
Am 5. und 6. Mai 1584 fand die Doppelverlobung der beiden Töchter Kurfürst Augusts, Anna (hier im Bild) und Dorothea statt.

Karl Christoph Schmieder bezieht sich auf die Ausführungen in Sammlung rarer und merkwürdiger Gold und Silbermünzen … und erklärt:

„Reichsgulden heißen diejenigen deutschen Gold und Silbermünzen, welche nach dem jedesmaligen Reichsfuße für einen Gulden ausgeprägt wurden. Goldene Reichsgulden hatte man 1584 in Sachsen von Groschengröße.“

Auch hier wird deutlich, dass es sich bei dem nur im Jahr 1584 geprägten Reichsgulden um einen tatsächlich ausgeprägten Rechnungsgulden handeln muss.
Der Reichsgulden wird teilweise noch immer rätselhaft dargestellt, obwohl bereits 1751 Klarheit geschaffen wurde.

### Der Anlass zur Prägung
Nach den bedeutenden Numismatikern, den Gebrüdern Julius und Albert Erbstein (Albert war u. a. Direktor des Münzkabinetts Dresden) gehört die Münze zu den Schießkleinodien Kurfürst Augusts von Sachsen (1553–1586). Der Gulden ist, so Erbstein, ein Reichsgulden oder „Meissner Gülden in Gold zu 21 Groschen“.
Am 5. und 6. Mai 1584, dem Prägejahr des Reichsguldens, fand die Doppelverlobung der beiden Töchter Kurfürst Augusts, Dorothea und Anna mit den Herzögen Heinrich Julius von Braunschweig und Johann Kasimir von Sachsen-Gotha statt. Zur Feier wurden „allerhand Ergötzlichkeiten veranstaltet“. Bei dem dazu abgehaltenen Schießen ist wahrscheinlich der Reichsgulden geprägt worden. Außerdem wurde bei dieser Gelegenheit auch eine ähnliche Goldguldenklippe mit der Jahreszahl auf der Rückseite geschlagen.

## Münzbeschreibung
Der Reichsgulden ist ein meißnischer Gulden zu 21 Groschen (Gutegroschen), den Kurfürst Augusts 1584 zu einem besonderen Anlass schlagen ließ. Das deutlich niedrigere Goldguldengewicht ist dadurch begründet, dass es sich bei der Münze um eine ausgeprägte Rechnungseinheit handelt. Der Gulden stammt aus der Münzstätte Dresden, die zu dieser Zeit die einzige kursächsische Münzstätte war. Von 1556 bis 1604 war Hans Biener als Münzmeister in Dresden tätig.
Der ohne Münzmeisterzeichen geprägte goldene Reichsgulden hat einen Durchmesser von 23 Millimeter und wiegt 2,42 Gramm (Gulden des Münzkabinetts Württemberg) bzw. 2,48 Gramm (Gulden des Münzkabinetts Berlin mit Schrötlingsriss).

### Vorderseite
Die Vorderseite zeigt einen großen Reichsapfel, der mit dem kursächsischen Wappen belegt ist. Das sind die gekreuzten Kurschwerter in der linken Hälfte und die sächsische Raute auf Querbalken in der rechten Hälfte. Zu beiden Seiten des Kreuzes befindet sich die geteilte Jahreszahl 15 – 84.

### Rückseite
Die Rückseite trägt die Inschrift in vier Zeilen: REICHS/GULDEN/ZV XXI/gl (zu 21 Groschen)
Das Groschenzeichen befindet sich in der untersten Zeile zwischen Rosetten und Punkten.
Als Groschenbezeichnung wurde die für den Schriftverkehr übliche Abkürzung verwendet. Das kann als Hinweis für eine Zähleinheit verstanden werden, die hier im besonderen Fall ausgeprägt wurde.
Anmerkung
Die Wertangabe des goldenen Reichsguldens von 1584 in Groschen, abgekürzt wie im Schriftverkehr, ist kein Einzelfall. Auch für die unübliche Wertangabe des sächsischen Schmetterlingstalers in Groschen wurde die Abkürzung für Groschen so ausgeführt. Das könnte in beiden Fällen bedeuten, dass die sehr seltenen Münzen nicht für den Zahlungsverkehr gedacht sind.